# Bandamadji-Ladomba
Bandamadji-Ladomba  ou Bandamadji  est un village de l'union des Comores, situé sur l'île de Grande Comore. En 2010, sa population est estimée à 1 929 habitants
Fondé par Mna Djumbe wa Mfawume, la ville est la capitale de la dynastie de l'Inya Mna Shihaali de Domba. Une dynastie qui a connu son ère de gloire sous son dernier sultan Sudjauma.
Aujourd'hui, les gens retiennent surtout le nom du fils de Sudjauma, le prince Abidi avec son célèbre surnom Ambidi Kopvendze Narawane. Avant son annexion au Mbadjini par le sultan Mbwabantsi wa Mna Kaleheza, le Domba était connu par son hirimu de Wamaimba.
Parmi les Wamaimba, on retrouvait des guerriers célèbres qui allaient défendre toute principauté alliée menacée et qui remportaient des victoires éclatantes. Des sortes de mercenaires redoutables.  
Pour ceux qui ne le savent pas encore, l'Islam a été introduite aux Comores au 7è siècle par 2 princes : Mtsamwindza  et son compagnon Febedja Mambwe. À leur retour de leur pèlerinage à la Mecque, ils avaient entrepris d'enseigner l'islam sunnite.
Febedja Mambwe, c'est un prince Inya Mna Shihaali. Bandamadji la Domba était ainsi un centre intellectuel plus important dans l'enseignement de l'islam au fil des siècles.